# Будрис, Кястутис
Кястутис Будрис (лит. Kęstutis Budrys; род. 2 октября 1980) — литовский государственный и политический деятель. Министр иностранных дел Литовской Республики с 12 декабря 2024 года. В прошлом — главный советник президента Литвы по национальной безопасности (2022—2024).

## Биография
Окончил Институт международных отношений и политологии Вильнюсского университета, получил степень бакалавра политологии и магистра международных отношений. Проходил стажировку в университетах США и Канады.
С 2009 по 2015 год был советником по вопросам разведки и оборонной политики в администрации президента Дали Грибаускайте. Был главным советником по национальной безопасности.
С 2015 года работал заместителем директора Департамента государственной безопасности Литвы (ДГБ).
С 17 февраля 2022 года был главным советником по национальной безопасности в администрации президента Гитанаса Науседы. Был руководителем Группы национальной безопасности, а также секретарём Государственного совета обороны и председателем Координационной группы по разведке.
12 декабря 2024 года вступил в должность министра иностанных дел Литвы в правительстве под руководством премьер-министра Гинтаутаса Палуцкаса (Социал-демократическая партия Литвы).